# Yvette Cooper
Yvette Cooper (ur. 20 marca 1969 w Inverness) – brytyjska polityk, członek Partii Pracy, minister w rządach Gordona Browna i Keira Starmera. Pierwsza kobieta na stanowisku naczelnego sekretarza skarbu. Od 2024 minister spraw wewnętrznych.

## Życiorys
Jest córką Tony’ego Coopera, byłego przewodniczącego British Nuclear Industry Forum. Wykształcenie odebrała w Eggar’s School, Alton College oraz w Balliol College na Uniwersytecie Oksfordzkim. Uczelnię ukończyła z tytułem bakałarza politologii, filozofii i ekonomii. W 1991 r. uzyskała roczne stypendium Kennedy’ego na Uniwersytecie Harvarda. Następnie rozpoczęła studia w London School of Economics, które ukończyła z tytułem magistra ekonomii.
Początek jej kariery politycznej przypadł na rok 1990, kiedy została doradcą ekonomicznym Johna Smitha, Kanclerza Skarbu w gabinecie cieni. W 1992 r. pracowała przy kampanii prezydenckiej Billa Clintona. W tym samym roku została doradczynią nowego opozycyjnego Kanclerza Skarbu, Gordona Browna. W 1994 r. rozpoczęła pracę w Centre for Economic Performance. W 1995 r. została korespondentem ekonomicznym The Independent. Była nim do 1997 r., kiedy to została wybrana do Izby Gmin jako reprezentantka okręgu Pontefract and Castleford.
Swoją pierwszą mowę na forum parlamentu wygłosiła 2 lipca 1997 r., w której wypowiedziała się na temat bezrobocia w swoim okręgu wyborczym. Początkowo pracowała w komisji edukacji i zatrudnienia. W 1999 r. została parlamentarnym podsekretarzem stanu w ministerstwie zdrowia. W 2003 r. rozpoczęła pracę w Urzędzie Zastępcy Premiera. Po wyborach 2005 r. została ministrem stanu w tymże urzędzie. W 2007 r. została ministrem stanu ds. budownictwa i planowania z prawem uczestniczenia w posiedzeniach ścisłego gabinetu. W 2008 r. została członkiem gabinetu jako naczelny sekretarz skarbu. 5 czerwca 2009 r. została ministrem pracy i emerytur. Pozostała na tym stanowisku do przegranych wyborów w 2010 r.
Sprawowała tę samą funkcję w gabinecie cieni Harriet Harman. 8 października 2010 objęła stanowisko ministra spraw zagranicznych w gabinecie cieni Eda Milibanda. Sprawowała je do 20 stycznia 2011, gdy została ministrem spraw wewnętrznych w tym samym gabinecie cieni. W 2015, po rezygnacji Milibanda z przywództwa w Partii Pracy (w następstwie przegranych wyborów parlamentarnych), kandydowała na funkcję kolejnego lidera laburzystów. W wyborach wewnątrzpartyjnych zajęła 3. miejsce – za zwycięzcą Jeremym Corbynem i Andym Burnhamem. Do gabinetu cieni, tym razem kierowanego przez Keira Starmera, powróciła 29 listopada 2021 – ponownie obejmując resort spraw wewnętrznych.
5 lipca 2024, po wyborach wygranych przez Partię Pracy, weszła w skład gabinetu Keira Starmera. Objęła w nim, podobnie jak w jego gabinecie cieni, stanowisko ministra spraw wewnętrznych.

## Życie prywatne
Jej mężem jest Ed Balls, były minister dzieci, szkół i rodzin. Ed i Yvette pobrali się 10 stycznia 1998 r. w Eastbourne. Mają razem troje dzieci: Ellie, Joego i Maddy. Po urodzeniu syna w 2001 r. była pierwszym członkiem rządu, który udał się na urlop macierzyński. Lubi pływać i malować portrety.